# Die Verfolgung und Ermordung Jean Paul Marats dargestellt durch die Schauspielgruppe des Hospizes zu Charenton unter Anleitung des Herrn de Sade
Die Verfolgung und Ermordung Jean Paul Marats, dargestellt durch die Schauspielgruppe des Hospizes zu Charenton unter Anleitung des Herrn de Sade – heute meist kurz Marat/Sade genannt – ist ein 1964 uraufgeführtes Drama in zwei Akten von Peter Weiss. Das international erfolgreiche Theaterstück wurde 1966 mit dem US-amerikanischen Theater- und Musicalpreis Tony Award als „Bestes Theaterstück“ ausgezeichnet.

## Werkbeschreibung

### Inhalt und Figurenantithetik
Im Mittelpunkt des Dramas um die Französische Revolution stehen die beiden zentralen Charaktere Marat und de Sade und ihre konträren Weltanschauungen mit den damit einhergehenden Staatsentwürfen. Während Marat der Gesellschaft zum Wohle aller, wie er glaubt, Moral und Tugend aufzwingen will, das Volk vertritt und die Revolution – blutig, wie sie längst geworden ist – rechtfertigt, resigniert de Sade angesichts der unabänderlichen Natur des Menschen, verlacht Marats sozialistische Ideen und sieht das Heil in der Loslösung des Einzelnen aus der Gesellschaft.

### Kompositionsstruktur

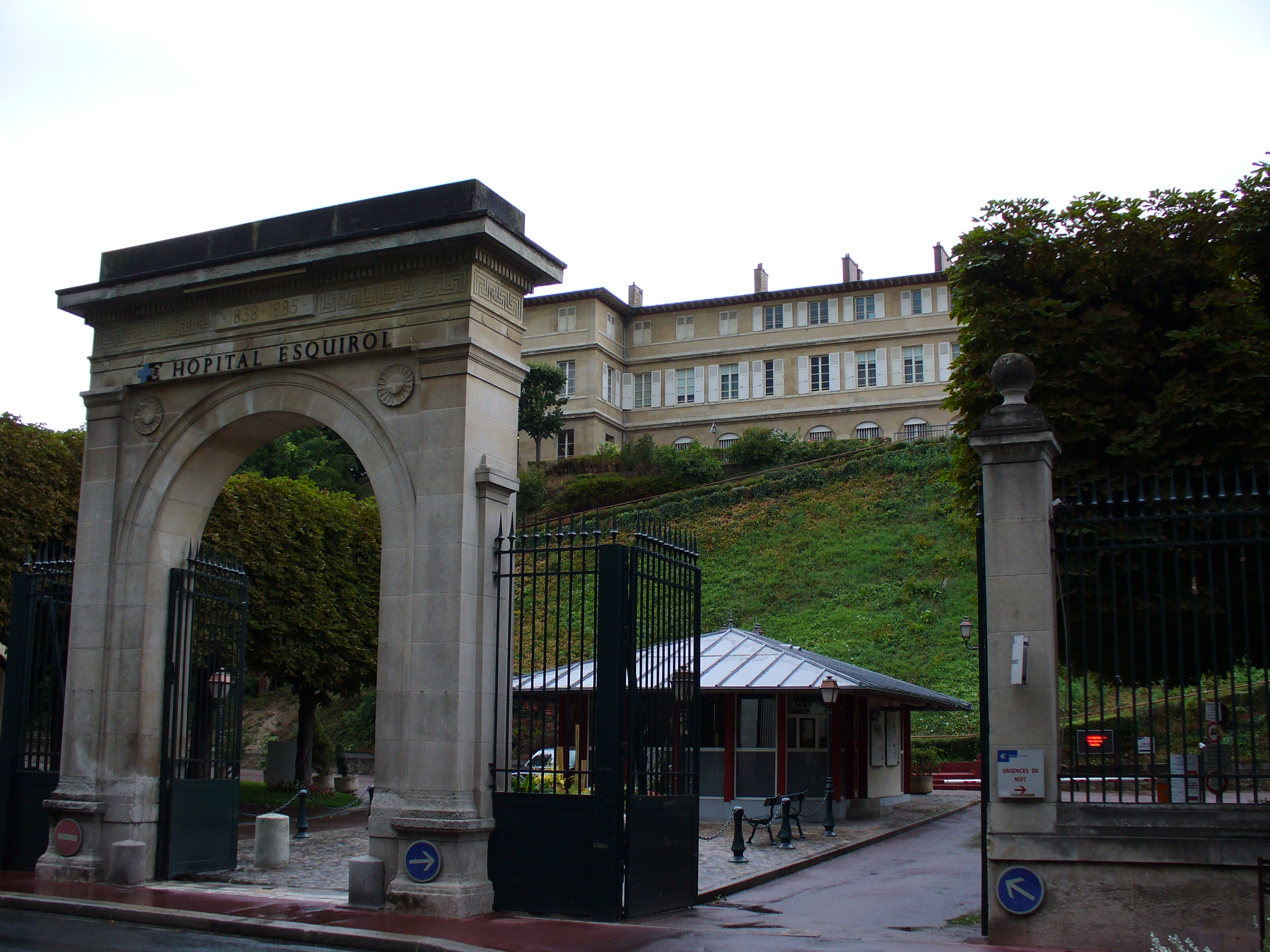
Das Hôpital Esquirol (ehemals: Asile d’aliénés) in Saint-Maurice (ehemals Charenton-Saint-Maurice), in dem de Sade von 1803 bis 1814 lebte

Die Handlung ist verfremdet und von grotesken und absurden Elementen geprägt. Dabei ist, wie der Titel schon andeutet, die Ermordung Marats nur ein Stück im Stück, das von der Schauspielgruppe des Irrenhauses Hospiz zu Charenton unter zahlreichen Störungen geprobt und unter der Leitung des dort untergebrachten Herrn de Sade zur Aufführung gebracht wird.
Das Stück umfasst zwei, eigentlich sogar drei Zeit- und Handlungsebenen: Zum einen die Zeit der Französischen Revolution, in der am 13. Juli 1793 Marat die letzten Stunden seines Lebens zur Linderung einer Hautkrankheit in der Badewanne verbringt, arbeitend, bis er seine Mörderin Charlotte Corday empfängt. Den letzten Stunden Marats steht zum anderen die Handlungsebene der napoleonischen Zeit entgegen, in der de Sade das Bühnenstück mit seinen irren Schauspielern vor einem gutbürgerlichen Publikum – zu diesem Anlass gönnerhaft zu Gast im Irrenhaus – inszeniert. Die dritte Zeitebene schließlich, die Gegenwart der realen Zuschauer des Stückes, wird ebenfalls bewusst gemacht und durch Einschübe in die Dramenhandlung verdeutlicht. So wechselt die Handlung ständig zwischen diesen Ebenen hin und her. Auf diese Weise werden das Schauspiel sowie das Schauspiel im Schauspiel entlarvt und sollen die Zuschauer von Mitleidenden zu Mitdenkenden gemacht werden.

### Versform
Die Sprache des Stücks ist stark stilisiert und durch Blankverse, aber auch – je nach Sprecher und Thema – durch Knittelverse gekennzeichnet, wodurch zusätzlich die Künstlichkeit und der Inszenierungscharakter des Schauspiels hervorgehoben werden und damit weitere Momente der Absurdität ins Spiel kommen.

## Historischer Hintergrund
Das Stück basiert ungeachtet der dramatischen Fantasie, mit der Weiss zu Werke geht, zumindest in Teilen auf historischen Fakten. Dazu zählt neben den tatsächlichen Umständen der Ermordung Marats insbesondere die Kulisse des Hospizes zu Charenton, heute Saint-Maurice (Val-de-Marne). In dem Hospiz war de Sade – nach langjährigem Gefängnisaufenthalt – in den letzten Jahren seines Lebens (1803–1814) eingesperrt, weil seine Zeitgenossen fürchteten, er gefährde die öffentliche Moral. Auch die Theateraufführungen von kleineren Stücken de Sades vor einem bourgeoisen Publikum der napoleonischen Zeit entsprechen durchaus der Realität.

## Werkbiographische Einordnung
Weiss’ Theaterstück enthält Ambivalenzen, die sich besonders in der Figurenkonstellation zwischen Marat und de Sade niederschlagen. Die dichotomische Dramaturgie des Stücks spiegelt Weiss’ offene politische Positionierung während der Entstehungszeit des Texts wider. Auf der einen Seite der Skeptiker de Sade, der an keine revolutionäre Veränderung glaubt und diese Skepsis in den gewaltsamen Ausschreitungen nach der französischen Revolution bewiesen sieht, und auf der anderen Seite der sozialistisch gestimmte Marat, der die politischen Unruhen für seine Zwecke nutzen will und gleichsam an die Kraft des Vierten Standes glaubt. Nach 1965 fand Weiss seine politische Antwort auf die Ungerechtigkeit der Gegenwart im Sozialismus. Diese Entscheidung deutet sich am Ende des Stückes mit einer wie versteckt gehaltenen Botschaft an, die von Roux suggeriert wird: „Wann werdet ihr sehen lernen / Wann werdet ihr endlich verstehen“.

## Rezeption

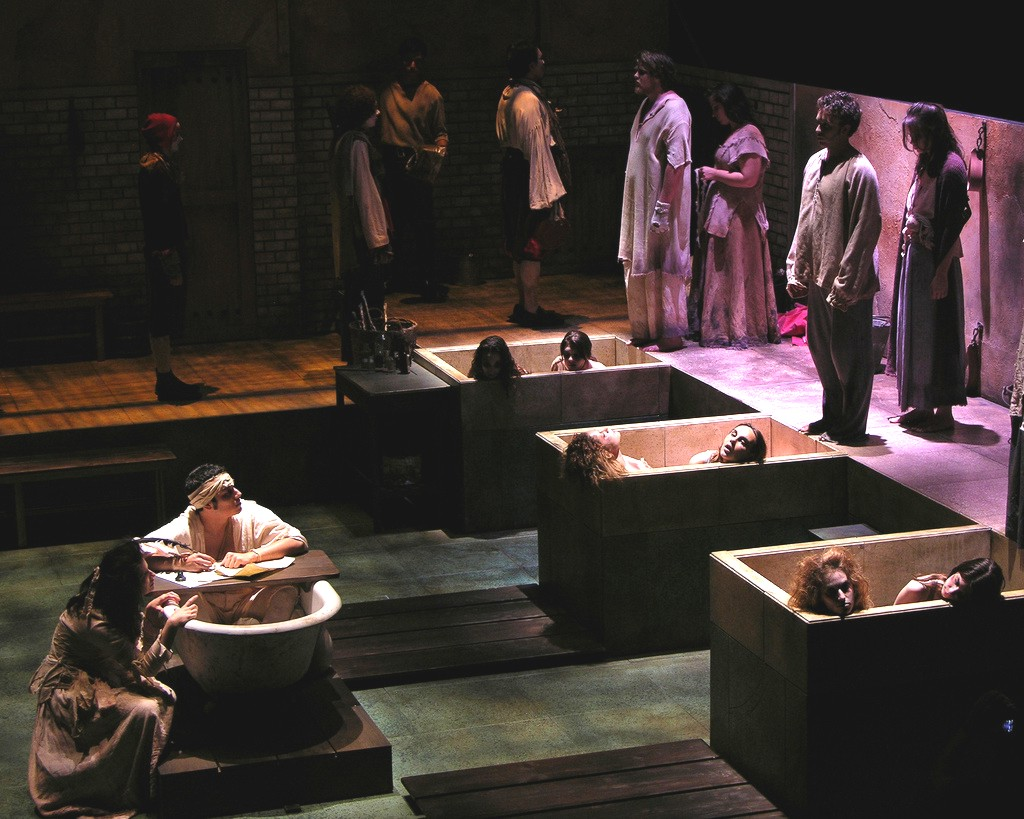
Marat/Sade-Inszenierung an der University of California, San Diego, 2005 (Regie: Stefan Novinski)

Auf der Tagung der Gruppe 47 im Oktober 1963 in Saulgau las und sang Weiss erstmals Moritaten und Monologe aus dem Stück und begleitete sich dabei auf einer Trommel.
Das Stück wurde am 29. April 1964 im West-Berliner Schillertheater „unter vehementen Beifallsstürmen und vereinzelten Buhrufen“ uraufgeführt. Regie führte Konrad Swinarski, die Bühnenmusik stammte von Hans-Martin Majewski. Marat/Sade erlebte seitdem weltweit eine Fülle Inszenierungen. „Fast hundert hat man zwischen 1964 und 1976, von West-Berlin bis Rostock und Stockholm, von London bis Buenos Aires, Tokio und Sydney, von Castrop-Rauxel bis Kingston/Jamaika registriert.“
Marat/Sade wurde 1966 mit dem US-amerikanischen Theater- und Musicalpreis Tony Award für das „Beste Theaterstück“ ausgezeichnet. Im Jahr 1967 ist es unter der Regie von Peter Brook mit der Royal Shakespeare Company verfilmt worden. In den Hauptrollen traten Patrick Magee als Marquis de Sade, Ian Richardson als Jean-Paul Marat und Glenda Jackson als Charlotte Corday auf.
Regisseur Bernhard Rübenach erarbeitete 1969 für den Bayerischen Rundfunk und den Südwestfunk eine 115-minütige Hörspielfassung. Theaterproben an einer Inszenierung des Marat/Sade waren auch Gegenstand von Andres Veiels ZDF-Dokumentarfilm Winternachtstraum von 1992.

## Ausgaben

### Textausgabe
- Peter Weiss: Die Verfolgung und Ermordung Jean Paul Marats. Drama in zwei Akten. Mit einem Kommentar von Arnd Beise. Frankfurt/Main: Suhrkamp 2004 (Suhrkamp Basis Bibliothek, 49). ISBN 3-518-18849-6

### Hörspiele
- Peter Weiss: Die Verfolgung und Ermordung Jean Paul Marats, dargestellt durch die Schauspielgruppe des Hospizes zu Charenton unter Anleitung des Herrn de Sade. SFB/NDR 1964 (75 Min.). Regie: Konrad Swinarski (Ausschnitte der Uraufführungsinszenierung).
- Peter Weiss: Die Verfolgung und Ermordung Jean Paul Marats, dargestellt durch die Schauspielgruppe des Hospizes zu Charenton unter Anleitung des Herrn de Sade. DDR 1965 (112 Min.). Regie: Hanns-Anselm Perten[3].
- Peter Weiss: Die Verfolgung und Ermordung Jean Paul Marats, dargestellt durch die Schauspielgruppe des Hospizes zu Charenton unter Anleitung des Herrn de Sade. BR/SWF 1969 (115 Min.). Regie: Bernhard Rübenach.

### Tonträger
Das Drama erschien 1966 bei drei Labels.
- Peter Weiss: Die Verfolgung und Ermordung Jean Paul Marats dargestellt durch die Schauspielgruppe des Hospizes zu Charenton unter Anleitung des Herrn de Sade. Aufführung des Theaters Rostock, Regie: Hanns Anselm Perten. Für die Schallplatte bearbeitet von Hanns Anselm Perten. Berlin: VEB Deutsche Schallplatten Berlin, um 1966 (LITERA 8 60 100/101) (= Hamburg: Deutsche Grammophon Gesellschaft, Literarisches Archiv, Nr. 44 026/27, o. J.).

### Verfilmung
- Peter Weiss: Marat/Sade Regie: Peter Brook. Mit Patrick Magee als Marquis de Sade, Ian Richardson als Jean-Paul Marat und Glenda Jackson als  Charlotte Corday. United Artists 1967.
- Peter Weiss: Die Verfolgung und Ermordung des Jean Paul Marat Regie: Peter Schulze-Rohr Fernsehfilm 1967

### Musiktheater
- Walter Haupt: MARAT, Oper (Prolog, 2 Teile und Epilog) Libretto: Gerd Uecker (UA: 1984 Kassel)

### Sekundärliteratur
- Christine Frisch: „Geniestreich“, „Lehrstück“, „Revolutionsgestammel“: zur Rezeption des Dramas „Marat/Sade“ von Peter Weiss in der Literaturwissenschaft und auf den Bühnen der Bundesrepublik Deutschland, der Deutschen Demokratischen Republik und Schwedens. Stockholm: Almqvist & Wiksell 1992.
- Thomas Hocke: Artaud und Weiss: Untersuchung zur theoretischen Konzeption des „Theaters der Grausamkeit“ und ihrer praktischen Wirksamkeit in Peter Weiss’ „Marat/Sade“. Berlin, Freie Univ., Diss., 1977.
- Materialien zu Peter Weiss′ ‘Marat/Sade’. Frankfurt a. M., Suhrkamp, 1967.
- Carl Pietzcker: Lesend interpretieren: zur psychoanalytischen Deutung literarischer Texte. Würzburg: Königshausen & Neumann 1992.
- Franz Rieping: Reflexives Engagement: Studien zum literarischen Selbstbezug bei Peter Weiss. Frankfurt am Main u. a.: Lang 1991.
- Laura Sormani: Semiotik und Hermeneutik im interkulturellen Rahmen: Interpretationen zu Werken von Peter Weiss, Rainer Werner Fassbinder, Thomas Bernhard und Botho Strauß. Frankfurt am Main u. a.: Lang 1998.
- Josemaria Taberner-Prat: Über den „Marat, Sade“ von Peter Weiss: artistische Kreation und rezeptive Mißverständnisse. Stuttgart: Heinz 1976.

### Sachliteratur zu den historischen Hintergründen der Dramenhandlung
- Arnd Beise: Charlotte Corday. Karriere einer Attentäterin. Marburg: Hitzeroth, 1992 (= Marburger Studien zur Literatur, Band 5). ISBN 3-89398-099-7
- Louis R. Gottschalk: The Life of Jean Paul Marat. Kessinger Publishing, 2006. ISBN 1-4286-0012-4
- Hugues Jallon: D.A.F. Marquis de Sade. Eine Einführung. Düsseldorf: Parerga, 1997. ISBN 3-930450-36-4